# Contea di Gbarpolu
La contea di Gbarpolu è una delle 15 contee della Liberia. Il capoluogo è Bopolu.
Si tratta della contea di più recente istituzione del paese, essendo stata istituita nel 2001 con parte del territorio della contea di Lofa.

## Geografia antropica

### Suddivisioni amministrative
La contea è divisa in 6 distretti:
- Belleh
- Bokomu
- Bopolu
- Gbarna
- Gounwolaila
- Kongba